# Morales, Mexiko
Morales är en ort i Mexiko.   Den ligger i kommunen Comonfort och delstaten Guanajuato, i den centrala delen av landet, 230 km nordväst om huvudstaden Mexico City. Morales ligger 1 832 meter över havet och antalet invånare är 1 535.
Terrängen runt Morales är kuperad norrut, men söderut är den platt. Runt Morales är det ganska tätbefolkat, med 134 invånare per kvadratkilometer. Närmaste större samhälle är San Miguel de Allende, 16,7 km norr om Morales. I omgivningarna runt Morales växer huvudsakligen savannskog.